# 三愛夢想中心

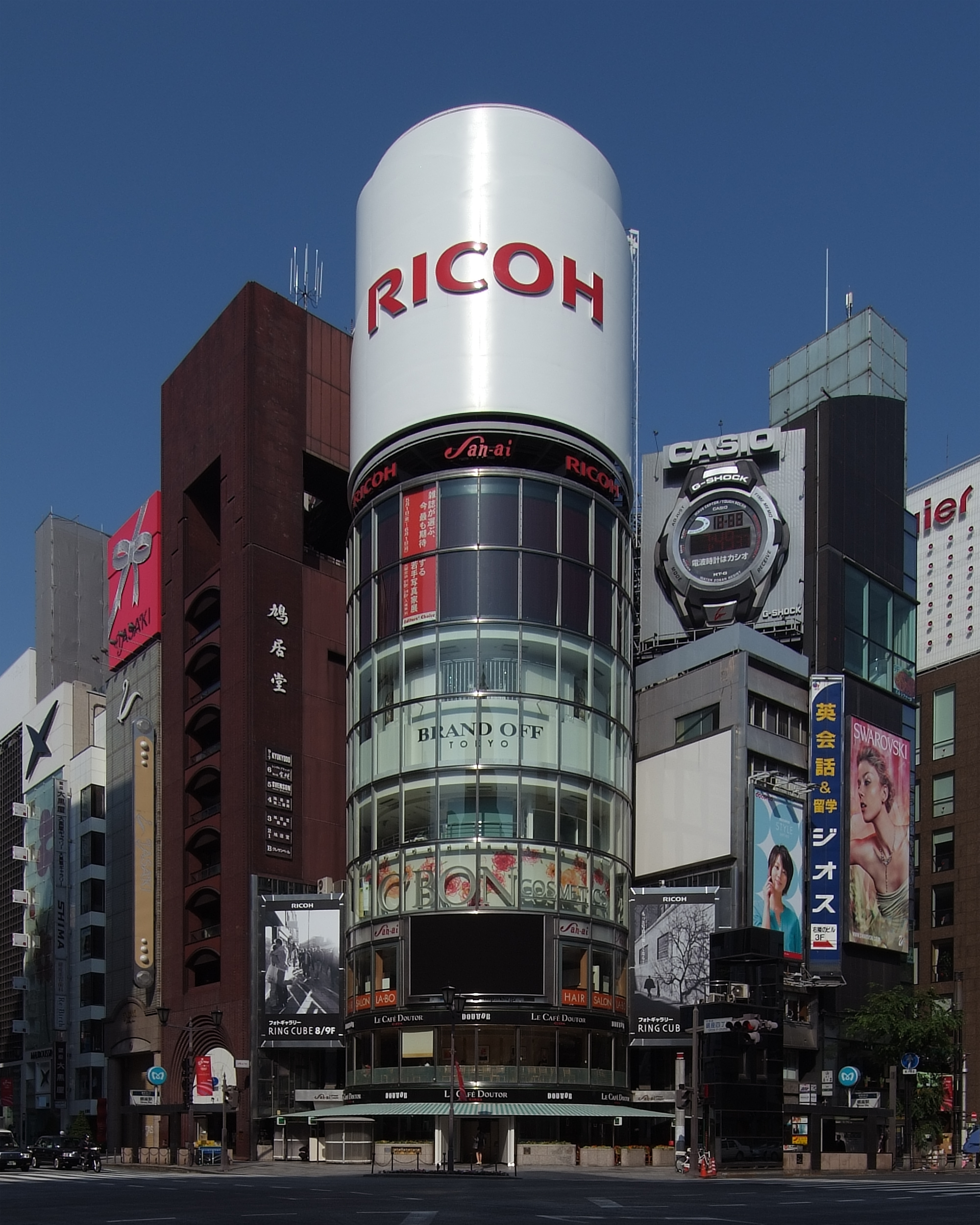

三愛夢想中心（日语：三愛ドリームセンター，さんあいドリームセンター）是日本東京都中央區銀座的一個商業設施，位於中央通和晴海通的路口銀座四丁目路口，通稱（銀座）三愛大廈。這一設施開業於1963年1月13日。2023年開始，這座建築將被拆除，並在2027年修建新建築。

## 外部連結
- 三愛ドリームセンター （页面存档备份，存于）
- 銀座リコーフォトギャラリー「RING CUBE」 （页面存档备份，存于）